# Geborgenheit
Mit dem Ausdruck Geborgenheit wird ein Zustand des Sicherheits- und Wohlgefühls beschrieben. Geborgenheit ist mehr als nur Sicherheit, Schutz und Unverletzbarkeit; Geborgenheit symbolisiert auch Nähe, Wärme, Ruhe und Frieden. Der Ausdruck gilt gemeinhin als unübersetzbar, existiert aber auch im Niederländischen und im Afrikaans, fehlt jedoch etwa im Englischen, Französischen und Russischen.
Das Wort wurde 2004 im Rahmen eines internationalen Wettbewerbs, den der Deutsche Sprachrat und das Goethe-Institut initiierten, zum zweitschönsten Wort der deutschen Sprache gekürt. Es wurde von Annamaria Musakova aus der Slowakei eingereicht mit der Begründung, dass in ihrer Sprache ein äquivalenter Terminus fehle.
Der Psychologe Hans Mogel bezeichnet Geborgenheit als zentrales Lebensgefühl. Seine Definition umfasst die Begriffe Sicherheit, Wohlgefühl, Vertrauen, Zufriedenheit, Akzeptanz und Liebe durch andere. Psychologen und Pädagogen betrachten die Erfahrung von Geborgenheit in der Kindheit als wesentlich für die Entwicklung einer stabilen Persönlichkeit. Ferner ist Geborgenheit eine Grundvoraussetzung für das kindliche Spiel.